# Cum să dai afară din casă un burlac de 30 de ani
Cum să dai afară din casă un burlac de 30 ani (în engleză Failure to Launch) este o comedie romantică americană din 2006, regizată de Tom Dey. În film un bărbat în vârstă de 35 de ani locuiește în casa părinților săi și nu prezintă niciun interes de a-și abandona viața confortabilă cu părinții săi.

## Rezumat
Tripp (Matthew McConaughey), un bărbat de 35 de ani, încă locuiește cu părinții lui, Al (Terry Bradshaw) și Sue (Kathy Bates), în Baltimore, Maryland. Cei mai buni prieteni ai lui Tripp Demo (Bradley Cooper) și Ace (Justin Bartha) continuă și ei să locuiască în casele părinților lor și par a fi mândri de asta. Al și Sue nu sunt fericiți și sunt fascinați atunci când prietenii al căror fiu adult s-a mutat recent din casă le dezvăluie că au angajat un expert pentru a aranja problema.
Expertul este Paula (Sarah Jessica Parker), care teoretizează că oamenii care continuă să trăiască cu părinții au o încredere în sine scăzută. Abordarea ei este de a stabili o relație cu bărbatul pentru a-i spori încrederea și a-i transfera atașamentul de la părinții săi către ea. Acțiunea ei este înșelătoare; în timp ce evită intimitatea fizica, ea permite subiectului să se îndrăgostească de ea, pretinzând că îi place ceea ce-i place și lui, permițându-i să o ajute într-o criză (falsă), obținând aprobarea prietenilor lui și oferindu-i posibilitatea ca el să o învețe ceva: el se mută apoi pentru a deveni mai independent.
Tripp se dovedește în scurt timp că nu intră în tiparul subiecților anteriori ai Paulei, având competențe sociale normale și neavând probleme cu încrederea în sine. El nu se angajează în relații pe termen lung și folosește relația de zi cu zi cu părinții lui ca un motiv de părăsire a iubitelor. După o întâlnire ciudată cu părinții lui, Paula contracarează încercarea lui de a o părăsi, rămâne peste noapte, căpătând sentimente reale pentru el. 
Vocația Paulei o exasperează pe colega ei de apartament, Kit (Zooey Deschanel), care consideră că ruperea relațiilor Paulei cu un bărbat care trăiește cu părinții este motivația faptului că nu ea nu are o viață personală. Paula, pe de altă parte, este șocată atunci află adevăratul motiv pentru situația lui Tripp: viața lui s-a prăbușit atunci când femeia cu care era logodit a murit brusc, lăsându-l devastat din punct de vedere emoțional, iar familia sa a fost sursa lui de consolare de atunci. Ea și-a dat seama că l-a judecat greșit.
Ace descoperă ce se întâmplă și o șantajează pe Paula pentru a o convinge pe Kit să iasă împreună, deși Kit este atrasă mai mult de "vagabondul" Demo, cei doi îndrăgostindu-se în cele din urmă. Ace îi spune lui Demo, care, la rândul său, îi dezvăluie tot lui Tripp, ceea ce duce la criza din film. Tripp se confruntă cu ambii săi părinți și cu Paula, care este măcinată de amărăciune și de vinovăție, iar Tripp se mută, nu mai vorbește cu părinții săi și-și pierde încrederea în femei. Chinuită de vinovăție, Paula restituir banii lui Al și Sue.
După o confruntare ciudată (ca urmare a noului interes al tatălui său față de nudism), Tripp reușește să-și ierte părinții, deși nu înțelege de ce ei nu i-au spus direct lui cea aveau de spus. Totuși, el nu o poate ierta pe Paula pentru că l-a manipulat.
Părinții și prietenii elaboreze un plan pentru a-i reconcilia pe cei doi iubiți. Ei îl leagă pe Tripp și și îi închid pe cei doi împreună într-o cameră făcându-i să se confrunte unul cu celălalt. În final, iubirea lor este o parte a cursului naturii. Filmul se termină cu Al și Sue în cuibul lor gol, cântând fericiți "Hit the Road Jack" și Tripp navigând departe cu Paula cu ambarcațiunea lui nou-achiziționată.

## Distribuție
- Matthew McConaughey - Tripp
- Sarah Jessica Parker - Paula
- Zooey Deschanel - Katherine "Kit"
- Justin Bartha - Philip "Ace"
- Bradley Cooper - Demo
- Terry Bradshaw - Al
- Kathy Bates - Sue
- Adam Alexi-Malle - dl. Axelrod
- Tyrel Jackson Williams - Jeffrey
- Katheryn Winnick - Melissa
- Rob Corddry - vânzătorul de arme
- Patton Oswalt - tipul fan al Războiului Stelelor

## Recepție

### Box office
În primul week-end de la lansare, filmul a adus încasări totale de 24,6 milioane $, situându-se pe primul loc în Statele Unite după încasările de la box office-ul din SUA. Filmul a avut încasări totale de aproximativ 90 de milioane de dolari la box office-ul din SUA și de 128.406.887 dolari la nivel mondial.

### Răspuns critic
Filmul a fost prost primit de critici, având un rating de doar 25% pe Rotten Tomatoes pe baza a 143 de comentarii. Criticul de film Richard Roeper a afirmat că filmul este "complet de necrezut".
Unele comentarii negative au nominalizat interpretarea lui Zooey Deschanel ca fiind partea pozitivă a filmului. Un recenzor a scris că "chiar și cu un rol relativ mic, ea face tot filmul țăndări".